# Alsopsyche nemoralis
Alsopsyche nemoralis là một loài ruồi trong họ Tachinidae.